# Julius Wolf
Julius Wolf, född 20 april 1862 i Brünn, död den 1 maj 1937, var en tysk nationalekonom.
Wolf studerade i Wien och Tübingen samt blev 1888 extra ordinarie och 1889 ordinarie professor i nationalekonomi och statistik i Zürich; han kallades till professor 1897 i statsvetenskap vid universitetet i Breslau och 1913 i nationalekonomi vid tekniska högskolan i Berlin. Han tilldelades även geheimeråds titel. Under sin anställning i Schweiz deltog han på offentligt uppdrag i förarbetena för upprättandet av en sedelutgivande centralbank, för reformering av skattelagstiftningen och alkohollagstiftningen m.m. Efter överflyttandet till Breslau uppsatte han 1898 "Zeitschrift für Socialwissenschaft" och var dess utgivare till utgången av 1909 (varefter den övertogs av professor Ludwig Pohle i Frankfurt am Main); tidskriften blev i intim kontakt med finans- och storindustri ett samlingsorgan för opponenter mot den ledande historiska skolan i Tyskland och mot katedersocialismen. Teoretiskt utgick Wolf närmast på Adolph Wagner, men han bekämpade Thomas Robert Malthus befolkningslära och företrädde i den tillämpade nationalekonomin tullpolitik och indirekt beskattning.

## Arbeten
Bland Wolfs arbeten märks Zur Reform des schweizerischen Notenbankwesens, eine eidgenössische Girostelle (1887), System der Sozialpolitik, I (1892), Nationalökonomie als exakte Wissenschaft (1908), Deutsche Volkswirtschaft der Gegenwart und Zukunft (1912). I sin egen tidskrift publicerade han en mängd artiklar, bland annat sex artiklar under titeln Illusionisten und Realisten in der Nationalökonomie (1898) och Abschiedswort beim Rücktritt von der Redaktion (1909), liksom i (Schanz) "Finanz-Archiv". Han var livligt verksam för ett tullpolitiskt närmande mellan Tyskland och Österrike-Ungern. "Ekonomisk tidskrift" (1903) innehåller hans uppsats "Om den Malthusska befolkningslagens ersättande med en annan" (och därav följande inlägg från svenskt håll i samma och följande årgångar). Efter första världskrigets utbrott publicerade Wolf Die Kriegsrechnung (1914), vars betalande han hotfullt ålade "de besegrade". Under krigsåren utgav han tillsammans med Georg von Schanz Finanzwirtschaftliche Zeitfragen (fortsatta under titeln Finanz- und volkswirtschaftliche Zeitfragen).